# Saint-Jacques… La Mecque
Pour plus de détails, voir Fiche technique et Distribution.
Saint-Jacques… La Mecque est un film français réalisé par Coline Serreau, sorti en 2005.

## Synopsis
Clara, Pierre et Claude apprennent la mort de leur mère. Or dans son testament celle-ci écrit que ses enfants n'hériteront que s'ils font ensemble, et sans jamais se séparer, le pèlerinage de Saint-Jacques-de-Compostelle depuis le Puy-en-Velay : la Via Podiensis.
Seul « hic », Clara, Pierre et Claude se détestent autant qu'ils détestent la marche. Pourtant ils se mettent en route appâtés par l'héritage. Ils seront accompagnés par un groupe de pèlerins dans lequel ils rencontreront Guy, leur guide ; Mathilde, une jeune femme sortant d'une chimiothérapie ; Camille, une lycéenne qui vient d'avoir son bac et son amie Elsa ; Saïd, un lycéen amoureux de Camille ; ainsi que son cousin Ramzi, auquel il a fait croire qu'ils se rendaient à La Mecque.

## Fiche technique
Sauf indication contraire, les informations mentionnées dans cette section peuvent être confirmées par la base de données cinématographiques IMDb,  présente dans la section « Liens externes ».
- Titre original : Saint-Jacques… La Mecque
- Réalisation et scénario : Coline Serreau
- Musique : Madeleine Besson, Hugues Le Bars et Sylvain Dubrez
- Décors : Antoine Fontaine
- Costumes : Karen Muller-Serreau
- Photographie : Jean-François Robin
- Son : Pierre Lorrain, Hubert Persat, Joël Rangon
- Montage : Catherine Renault
- Production : Charles Gassot
  - Production déléguée : Jacques Hinstin
  - Production associée : Coline Serreau (non crédité)
- Sociétés de production[1] : Téléma, en coproduction avec France 2 Cinéma, Eniloc Films et TPS Star
- Sociétés de distribution[2] : Fox France / UGC (France) ; Les Films de l'Elysée (Belgique) ; Agora Films Suisse (Suisse romande)
- Budget : 11,03 millions d’ €[3]
- Pays de production :  France
- Langue originale : français
- Format[4],[2] : couleur - 35 mm - 1,85:1 (Panavision) - son Dolby DTS
- Genre : comédie dramatique
- Durée : 110 minutes
- Dates de sortie[5] : 
  - France : 3 octobre 2005 (Festival international du cinéma au féminin de Bordeaux) ; 12 octobre 2005 (sortie nationale)
  - Suisse romande : 13 octobre 2005[6]
  - Belgique : 19 octobre 2005[7]
- Classification[8] :
  - France : tous publics[9]
  - Belgique : tous publics (Alle Leeftijden)[7]
  - Suisse romande : interdit aux moins de 10 ans[10]

## Distribution
- Muriel Robin : Clara
- Artus de Penguern : Pierre
- Jean-Pierre Darroussin : Claude
- Pascal Légitimus : Guy
- Marie Bunel : Mathilde
- Marie Kremer : Camille
- Flore Vannier-Moreau : Elsa
- Aymen Saïdi : Ramzi
- Nicolas Cazalé : Saïd
- Hélène Vincent : la mère supérieure
- Michel Lagueyrie : Le curé du presbytère
- Stéphane De Groodt : le curé de Navarrenx
- Rodolfo De Souza : le prêtre de Roncevaux
- Laurent Stocker : le faux cadre de France Télécom (guichetier à la Poste)
- Anne Kessler : Edith, la femme dépressive et alcoolique de Pierre
- Olivier Claverie : le notaire
- Marie Allan : Sarah
- Jérôme Pouly : Mingo
- Philippe Noël : le curé du Puy
- Pierre Aussedat : Robert, le chauffeur de Pierre
- Anik Belaubre : La vieille dame
- Michèle Simonnet : Sœur 2
- Isabelle Gomez : Hôtesse du Sauvage
- Ingrid Heiderscheidt : La randonneuse
- Sylvie Lachat : Josette
- Josette Ménard : Hôtesse du gîte complet
- Jan Hammenecker : Hollandais 1
- Ben Segers : Hollandais 2
- Steven Maryns : Hollandais 3
- Cédric Cazottes : La chouette

## Production

### Lieux de tournage
Sauf indication contraire, les informations mentionnées dans cette section peuvent être confirmées par le générique de fin de l'œuvre audiovisuelle présentée ici, ainsi que par la base de données cinématographiques IMDb,  présente dans la section « Liens externes ».
- Le tournage s'est déroulé en France[11]:
  - dans l'Aveyron : Espalion, Sébrazac, Sénergues
  - en Haute-Loire : au Puy-en-Velay (gare SNCF, à la cathédrale Notre-Dame-de-l'Annonciation et au Collège Jules Vallès), à Grèzes, à Chanaleilles,
  - dans les Pyrénées-Atlantiques : Saint-Jean-Pied-de-Port, Navarrenx
  - en Seine-et-Marne : Ozoir-la-Ferrière
  - en Seine-Saint-Denis : Centre de Tri de la Poste à Bobigny (générique de début) et Montreuil (au Parc Jean Moulin-Les Guilands pour le générique de fin)
  - en Lozère : massif de l'Aubrac et des Cévennes, Buron des Rajas, Mont Lozère, Mende (lycée Chaptal), Le Pont-de-Montvert, Altier (château du Champ), Prinsuéjols
  - en Seine-Maritime : Rouen,
  - dans les Hauts-de-Seine : à Boulogne-Billancourt,
  - dans le Lot : Bouziès, Saint-Cirq-Lapopie
  - en Tarn-et-Garonne : Moissac
- ... et en Espagne :
  - Castille-et-Léon : Foncebadon (Cruz de Ferro), Fromista, Ledigos, Acebo, Santa-Colomba-de-Somoza, Manjarin, Castrojeriz (butte de Mostelares), Burgos, Rabé de Las Calzadas et Castrillo-Matajudios ;
  - Navarre : Roncesvalles (Real Colegiata, calle Unica), Viana (Eglise Santa Maria),
  - Galice : Muros, Cabo Fisterra, Santiago de Compostela (Albergue del Monte do Crozo, Carretera del Aeropuerto & Cathédrale - scène du Botafumeiro)

## Accueil

### Box-office
- Box-office France : 761 973 entrées
- Box-office Allemagne : 538 641 entrées

## Distinctions
En 2006, Saint-Jacques… La Mecque a été sélectionné 3 fois dans diverses catégories et n'a remporté aucune récompense,.

### Nominations
- Bidet d'Or 2006 : Bidet d'Or du titre.
- César 2006 : Meilleur jeune espoir masculin pour Aymen Saïdi.
- Gérard du Cinéma 2006 : Gérard de la Plus mauvaise tentative d'un comique dans un rôle dramatique pour Muriel Robin.

## Autour du film
- Troisième rôle au cinéma pour Laurent Stocker.
- Le duo humoristique Muriel Robin / Pascal Légitimus s'affiche cette fois au cinéma.